# كراسني خولم
كراسني خولم (بالروسية: Красный Холм) هي إحدى مدن روسيا في الكيان الفدرالي الروسي تفير أوبلاست.